# Dagenham Idol

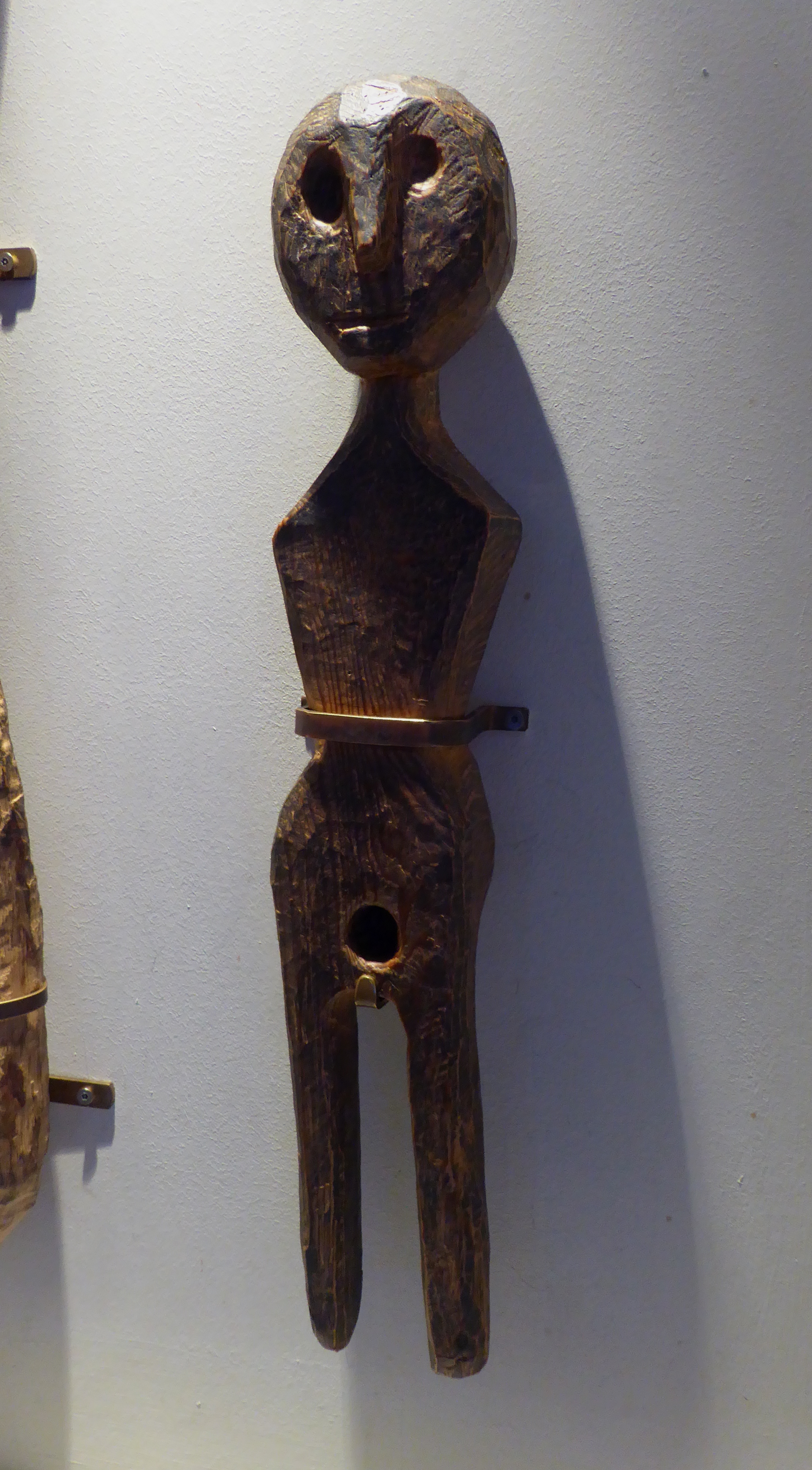
Replik des Dagenham Idols

Das Dagenham Idol oder Dagenham anthropomorphic figure ist eine stark stilisierte menschliche Figur aus dem späten Neolithikum.

## Fundort
Die Holzfigur wurde 1922 in den Rainham Marshes in Dagenham, einem östlichen Vorort von London gefunden. Der Fundort liegt südlich der Ripple Road auf dem ehemaligen Ford-Gelände. Die Figur wurde bei Bauarbeiten entdeckt. Sie war von einer über 3,0 Meter dicken Schicht Torf bedeckt. Ca. 30 m entfernt lag das Skelett eines großen Tieres, vielleicht ein Hirsch. Die mit der Radiokarbonmethode auf 2460–2040 v. Chr. (cal) datierte Holzfigur ist eine der ältesten in England gefundenen Menschendarstellungen.

## Beschreibung
Die Figur ist 49,5 cm hoch und besteht aus dem Holz einer mindestens 30 Jahre alten Kiefer. Die arm- und fußlose Figur hat ein gebohrtes Loch im Schambereich. Arthur G. Wright und Vincent Megaw nehmen an, dass hier vielleicht ein Holzstück als Penis eingeklebt war, andere interpretieren es als Vulva, Coles erwägt, dass die Figur, wie auch die spätbronzezeitliche Holzfigur aus dem Ralaghan Moor (Ralaghan man), im County Cavan in Irland, mittels des auswechselbaren Geschlechtsteils beide Geschlechter annehmen konnte, je nach Kontext. Die Figur war bereits verwittert, als sie vergraben wurde.

## Verbleib
Die Dagenham-Figur gehört dem Colchester Castle Museum, befindet sich aber als Dauerleihgabe im Valence House in Dagenham.